# Meergänse
Die Meergänse (Branta) sind eine Gattung Echter Gänse (Anserini), die zur Familie der Entenvögel (Anatidae) innerhalb der Ordnung der Gänsevögel (Anseriformes) gehören. Sie haben ein wesentlich dunkleres Gefieder als die Feldgänse, einen schwarzen Schnabel und schwarze Füße. Der wissenschaftliche Gattungsname Branta kommt vom englischen Brent goose („schwarze Gans“), was dort nur die Ringelgans bezeichnet.

## Merkmale
Meergänse sind in ihrer Größe und ihrem Gewicht von Art zu Art – und sogar innerhalb dieser – sehr verschieden. So werden die verschiedenen Unterarten der Kanadagans von Süden nach Norden hin kleiner. Die kleinste Art der Gattung ist mit 55 Zentimetern Länge und 1,5 Kilogramm Gewicht die Zwergkanadagans. Mit 109 Zentimetern und bis zu 8 Kilogramm ist Branta canadensis maxima, eine Unterart der Kanadagans, die größte. Von den nahe verwandten Feldgänsen unterscheiden sie sich durch den feinen, schwarzen Schnabel, an dessen oberer Hälfte keine Hornlamellen zu sehen sind, die dunkelgrauen bis schwarzen Beine und die deutliche Zweifarbigkeit: Während Hals, Kopf und bei einigen Arten auch Brust schwarz gefärbt sind, ist der Rumpf mit den Flügeln heller gräulich oder bräunlich. Immer ist eine besondere Kopf- und/oder Halszeichnung ausgeprägt, entweder in Form von Wangenflecken, Kapuzen, Halsringen oder -flecken und -streifen. Wie bei allen Echten Gänsen existiert kein sichtbarer Geschlechtsdimorphismus.
Die Hawaiigans unterscheidet sich deutlich von den anderen Arten. Selektionsdruck durch einen unpassenden Lebensraum (Lavafelder, Strauchwerk) verursachten die Entwicklung zu einer fast ausschließlich an Land lebenden Art mit langen Beinen, robusten Zehen und zurückgebildeten Schwimmhäuten.

## Lebensweise und Zug
Meergänse legen 3 bis 6 weiße bis rahmgelbe, höchstens schwach glänzende und fein gekörnte Eier in eine Bodenmulde, die mit Nistmaterial ausgekleidet sein kann. Stets wird der Nistplatz mit Daunenfedern ausgepolstert.
Bis auf die Hawaiigans sind die Meergänse mehr oder weniger weit ziehende Zugvögel. Zu nennen wären hier die Zugleistungen der Dunkelbäuchigen Ringelgans. Sie zieht jedes Jahr aus Sibirien an die britischen und französischen Küsten, im Frühjahr sammeln sie sich zum Wegzug im niederländischen Wattenmeer. Der gesamte Weltbestand der Rothalsgans sucht im Winterhalbjahr die Küsten des Schwarzen Meers und des Kaspisees auf.

## Systematik
Zur Gattung der Meergänse gehören folgende sechs rezente Arten:
| Deutscher Name                 | Wissenschaftlicher Name                                         | Verbreitung | Gefährdungsstufe Rote Liste der IUCN | Anmerkungen | Bild                                |
| ------------------------------ | --------------------------------------------------------------- | --- | ------------------------------------ | --- | ----------------------------------- |
| Kanadagans                     | Branta canadensis (Linnaeus, 1758)                              | Sie kommt ursprünglich aus Nordamerika und Nordasien. In Europa eingeführt, hat sie sich hier als Brutvogel etabliert. | (Least Concern – nicht gefährdet)    | 7 Unterarten 65 bis 109 Zentimeter lang. Graubrauner Rumpf, schwarzer Hals und Kopf mit weißem oder gelblichweißem Wangenfleck (bzw. Wangen- und Stirnfleck). | Kanadagans (Branta canadensis)      |
| Zwergkanadagans                | Branta hutchinsii (Richardson, 1832)                            | Nordamerika, Grönland, Russland.                                                                                       | (Least Concern – nicht gefährdet)    | 6 Unterarten 55 bis 65 Zentimeter lang. Wie Kanadagans graubrauner Rumpf, schwarzer Hals und Wangenflecken; jedoch deutlich kleiner und mit kürzerem Schnabel. Einige Unterarten tragen oberhalb der Brust einen weißen Ring.                                                         | Zwergkanadagans (Branta hutchinsii) |
| Ringelgans                     | Branta bernicla (Linnaeus, 1758)                                | Tundren Nordamerikas und Nordasiens, Grönland.                                                                         | (Least Concern – nicht gefährdet)    | 3 Unterarten 61 Zentimeter lang. Dunkle Gans mit Ring auf dem schwarzen Hals, Oberseite ebenfalls dunkler. Helle Flanken und je nach Unterart heller oder dunkler Bauch. | Ringelgans (Branta bernicla)        |
| Weißwangengans oder Nonnengans | Branta leucopsis (Bechstein, 1803)                              | Felszüge und Tundren Grönlands und Nordasiens.                                                                         | (Least Concern – nicht gefährdet)    | monotypisch Grau-weiß-schwarz-gebänderter Mantel und Flügel, weißer Bauch. Brust, Hals und Kopf sind schwarz, das Gesicht ist weiß. | Weißwangengans (Branta leucopsis)   |
| Rothalsgans                    | Branta ruficollis (Pallas, 1769)                                | Endemisch in Nordsibirien, brütet in offener Tundra.                                                                   | (Vulnerable – gefährdet)             | monotypisch Recht dunkel: schwarzer Nacken, Rücken und Flügel, schwarzer Bauch mit weißen Flanken. Der Hals ist rötlich und weiß gemustert, das Rot überwiegt. | Rothalsgans (Branta ruficollis)     |
| Hawaiigans                     | Branta sandvicensis (Vigors, 1833), Syn.: Nesochen sandvicensis | Endemisch auf Hawaii, genauer auf den Inseln Hawaiʻi, Kauaʻi, Maui und Molokaʻi.                                       | (Vulnerable – gefährdet)             | monotypisch 64 Zentimeter lang. Graubrauner Rumpf wie bei der Kanadagans, Schwarzer Kopf und Nacken. Von den Wangen abwärts bis zur Brust ist der Vorderhals gelblich mit schwarzen Strichen. Infolge der Anpassung an den Lebensraum lange Beine mit zurückgebildeten Schwimmhäuten. | Hawaiigans (Branta sandvicensis)    |

Die Zwergkanadagans ist erst seit 2004 als eigenständige Art anerkannt. Bis dahin wurde sie als eine der zahlreichen Unterarten der Kanadagans geführt.
Gelegentlich werden die drei Unterarten der Ringelgans, Br. b. bernicla, Br. b. hrota und Br. b. nigricans als Arten behandelt.

## Meergänse auf Hawaii
Auf den Hawaii-Inseln sind durch Radiation der Kanadagans gleich drei Arten entstanden: die rezente Hawaiigans oder Nene (Branta sandvicensis) sowie die ausgestorbene Riesen-Hawaiigans (Geochen rhuax) und die Nene-Nui (Branta hylobadistes). Die beiden letzteren wurden bereits durch die polynesische Bevölkerung ausgerottet. Alle drei Arten liegen genetisch betrachtet innerhalb der innerartlichen Variabilität der Kanadagans (Branta canadensis), die auch heute noch gelegentlich auf Hawaii auftaucht. Der wissenschaftliche Name der Riesen-Hawaiigans ist wohl ungültig (nomen nudum), entsprechend den DNA-Analysen gehört sie ebenfalls zur Gattung Branta.
Alle drei Arten sind entweder schlechte Flieger oder flugunfähig. Selbst die flugfähige heute noch lebende Hawaiigans unterscheidet sich äußerlich so sehr von der Kanadagans, dass einige Forscher ihr eine eigene Gattung (Nesochen) zubilligten. Sie hat, da sie rein landlebend ist, keine Schwimmhäute an den Füßen. Die eng mit ihr verwandten flugunfähigen Arten haben diese Entwicklung fortgesetzt und sind noch schwerer gebaut mit kleineren Flügeln und kleinerem Brustbein als Ansatzpunkt für die Flugmuskulatur. Sie sind deshalb flugunfähig. Mit diesen Merkmalen sind alle drei Arten stärker an das Leben auf dem Boden angepasst. Anders als ihre Vorfahren leben sie nicht in Gewässernähe. Sie ernähren sich von Gras, Kräutern und Laub.
Auf den von Meergänsen und Moa-Nalos besiedelten Inseln haben einige Pflanzen der Gattung Cyanea (Glockenblumengewächse) dornenähnliche Strukturen und Blätter entwickelt, bei denen die Blätter junger Pflanzen sich von denen erwachsener unterscheiden. Beides diente wahrscheinlich zur Verteidigung gegen Meergänse und Moa-Nalos. Die Unterschiede in der Blattform machen es den Vögeln schwerer, gut schmeckende Pflanzen am Aussehen zu erkennen.